# Parch gruszy

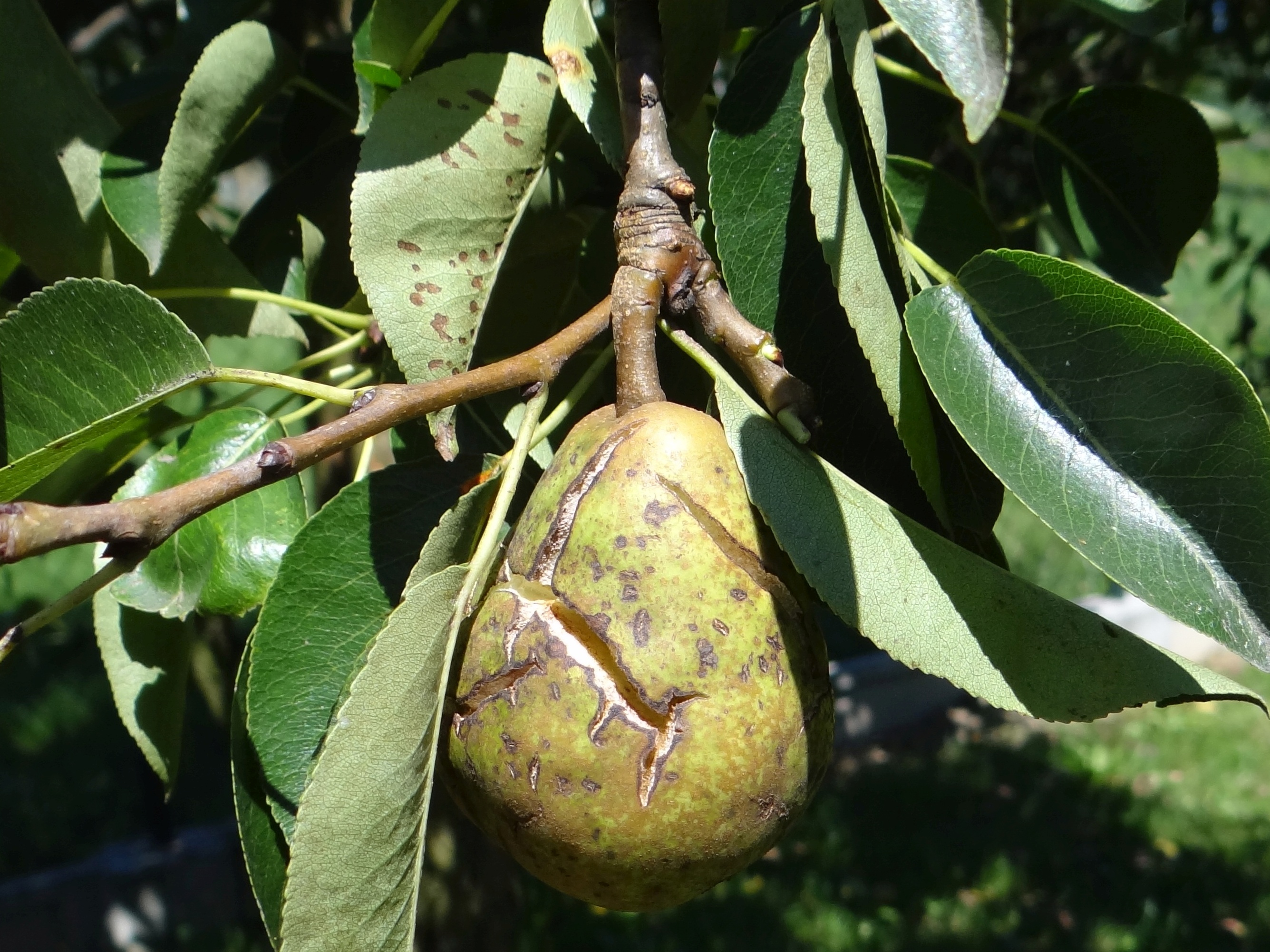
Objawy parcha na liściach i na owocu

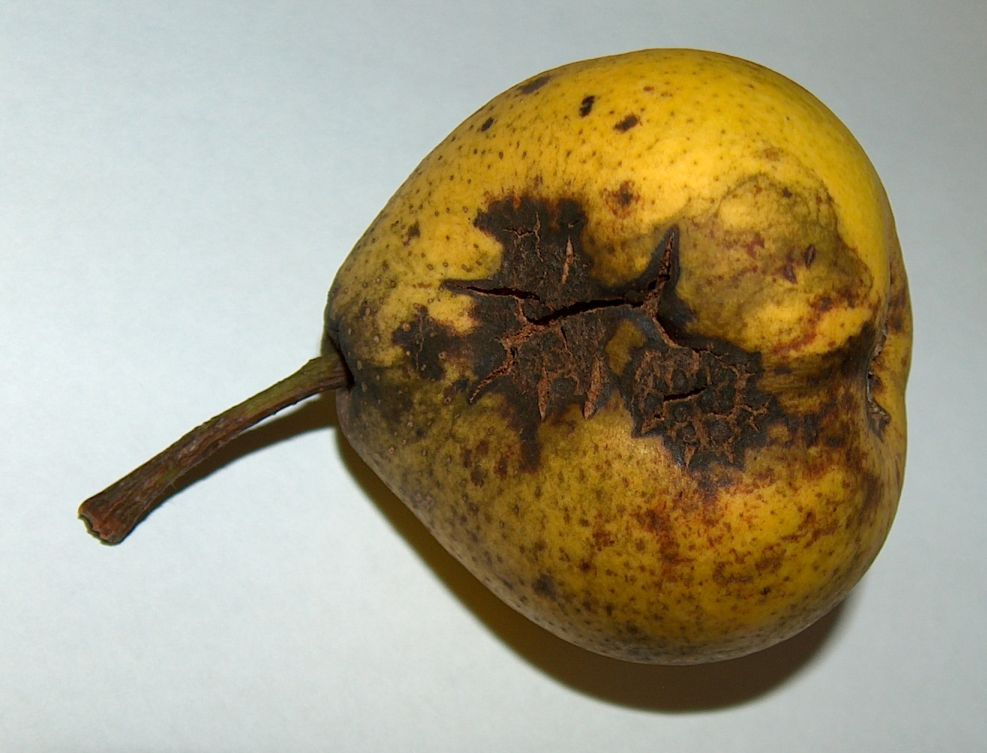
Objawy parcha na owocu

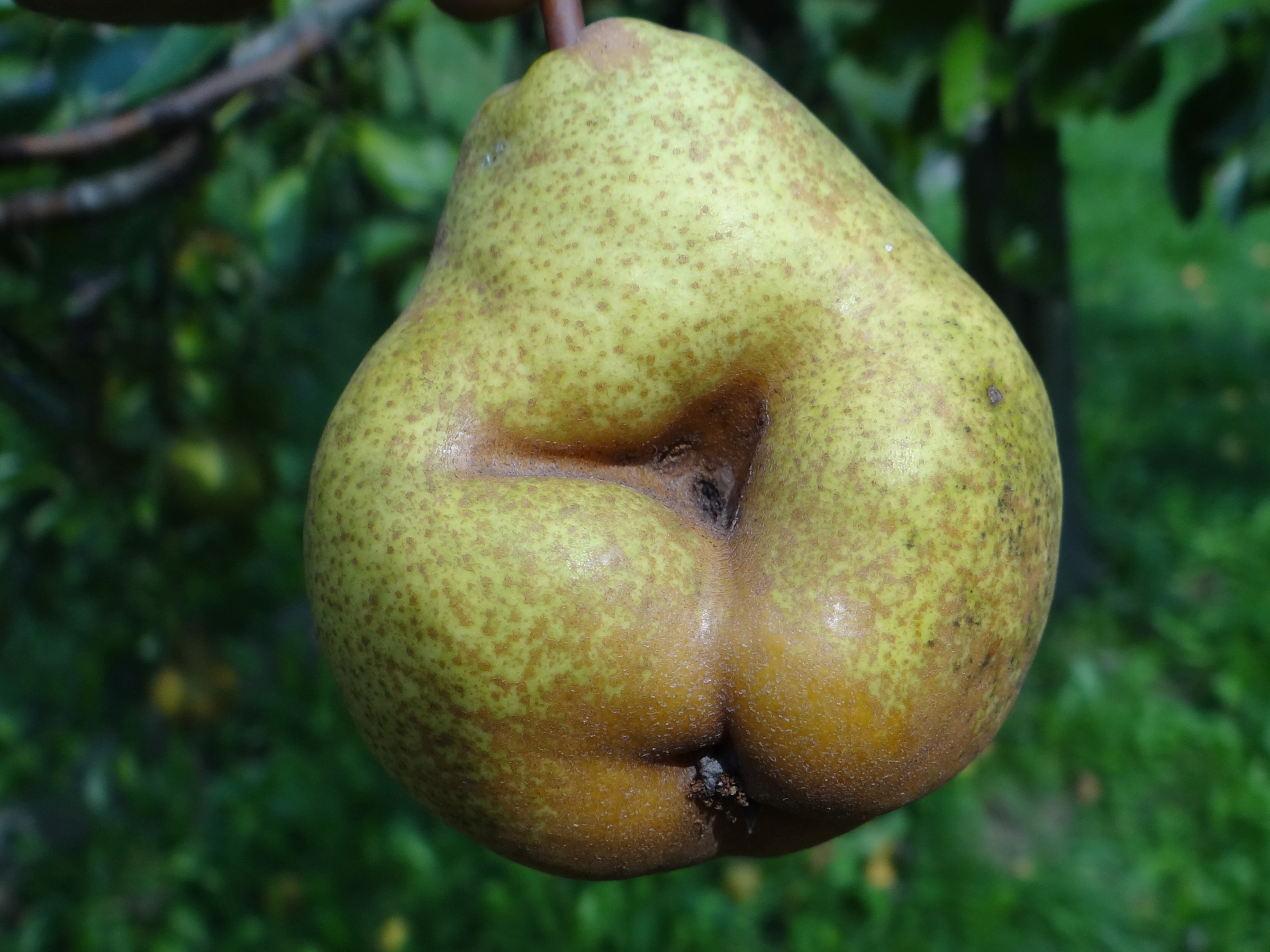
Objawy parcha na owocu

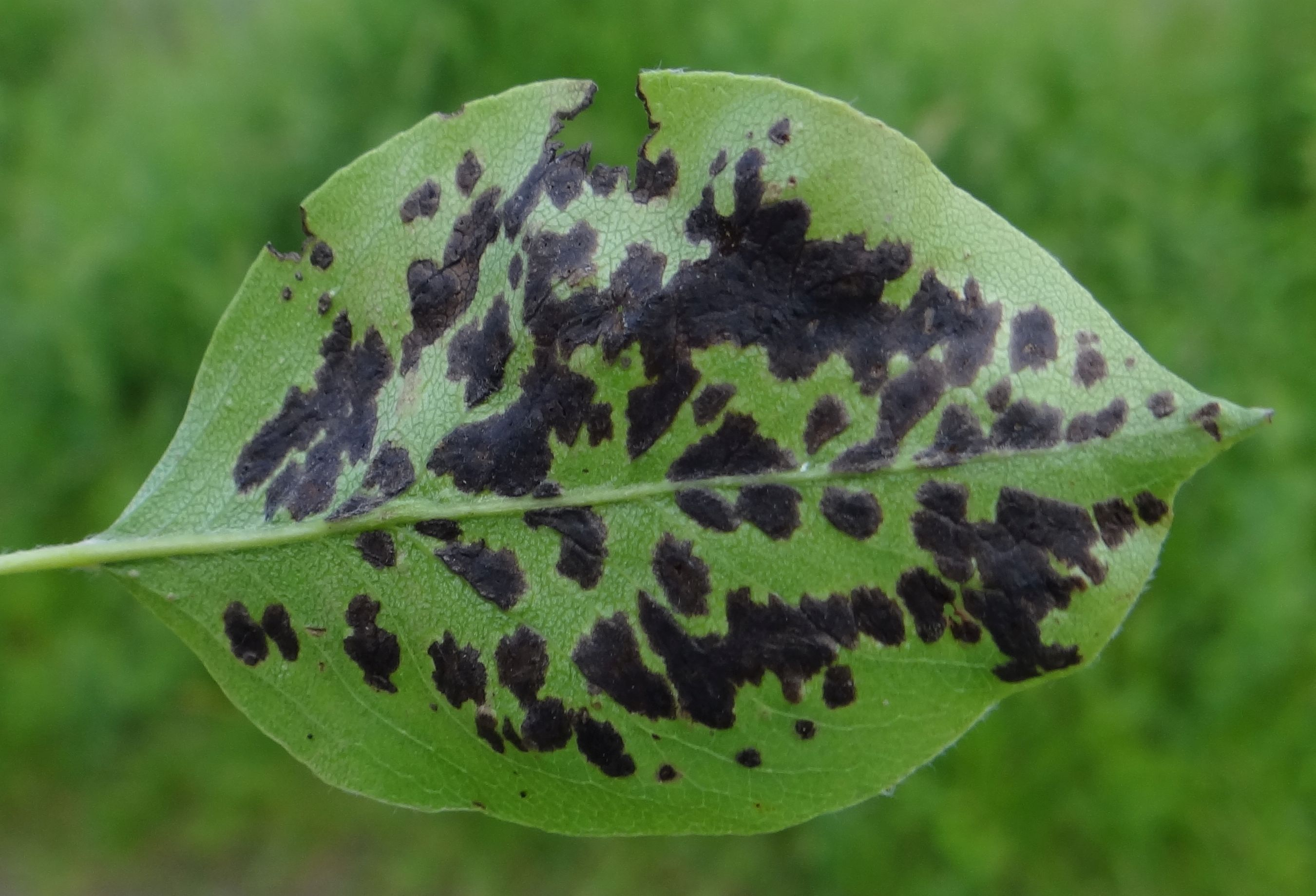
Objawy parcha na dolnej stronie liścia

Parch gruszy (ang. black spot of pear, scab of pear) – grzybowa choroba drzew z rodzaju grusza (Pyrus L.), wywołana przez Venturia pyrina Aderh., należący do gromady workowców. Powoduje znaczne obniżenie plonowania i zmniejszenie wartości plonu, straty owoców mogą wynieść nawet do 50%, oraz znaczne osłabienie drzew. Choroba bardzo podobna do parcha jabłoni.

## Objawy
Objawy mogą wystąpić na wszystkich nadziemnych częściach rośliny. Na liściach infekcja pojawia się na dolnej stronie wzdłuż nerwu głównego, w postaci oliwkowobrunatnych plam. Przebarwienia powiększają się szybko, ciemnieją i pokrywają się brunatnym nalotem trzonków konidialnych. Prowadzi to do uszkodzenia skórki, a w konsekwencji do utraty znacznej ilości wody. Liście zamierają i opadają. Na porażonych zawiązkach występują oliwkowoczarne plamy, w obrębie których komórki rozwijają się wolniej, co powoduje deformację owoców, skórka korkowacieje i pęka, tworzą się głębokie rany. Porażone zawiązki i owoce opadają. W przypadku sprzyjających patogenowi warunków może dojść do porażenia niezdrewniałych pędów wierzchołkowych. Początkowo widoczne są na nich, lekko wzniesione, oliwkowobrunatne przebarwienia, a wiosną następnego roku kora w tych miejscach pęka. Czasami może dojść do porażenia pąków, powodując ich nekrozę i obumieranie.

## Etiologia i rozwój choroby
Zimują owocniki stadium doskonałego w opadłych liściach (faza saprofityczna) oraz grzybnia i konidia (faza pasożytnicza) na porażonych pędach i w pąkach. Zarodniki workowe wytwarzane są w pseudotecjach bytujących w obumarłych liściach, wysiew ich następuje wiosną przed pojawieniem się pierwszych liści i trwa 6-8 tygodni. Źródłem infekcji pierwotnej mogą być także konidia z porażonych pędów i pąków. Do infekcji dochodzi w warunkach dużej wilgotności (potrzebne jest minimum 9 godzin zwilżenia liści) i wysokiej temperatury (optymalna to 17–23 °C).

## Profilaktyka i zwalczanie
Zwalczanie chemiczne
Podstawową metodą zwalczania parcha gruszy jest metoda chemiczna przy użyciu fungicydów. Preparaty stosowane do zwalczania choroby dobiera się według aktualnego Programu Ochrony Roślin Sadowniczych. Skuteczność zwalczania zależna jest przede wszystkim od terminu wykonania zabiegu, starannego jego wykonania przy pomocy sprawnego sprzętu oraz warunków pogodowych.
Fungicydy używane do zwalczania parcha gruszy skutecznie zwalczają także rdzę gruszy i białą plamistość liści gruszy.
Agrotechnika
Ważną rolę pełnią zabiegi agrotechniczne.
- Staranne cięcie i prześwietlanie koron drzew, które ułatwia zabiegi chemiczne oraz zapewnia szybsze wysychanie liści co zapobiega zakażeniu.
- Niszczenie źródeł infekcji, czyli usuwanie opadłych liści, dzięki czemu infekcja jest słabsza i opóźniona w czasie.
- Odpowiednie nawożenie zapewniające roślinom składniki do właściwego wzrostu, uodporniania się na infekcję oraz łatwiejszej regeneracji.